# Říšská rada (Německo)
Říšská rada (německy Reichsrat), byla v letech 1919-1933 horní komorou parlamentu Německé říše. Zasedali v ní zástupci jednotlivých spolkových zemí Německé říše. Zanikla roku 1933 po nástupu nacistů k moci. Po druhé světové válce byl při vzniku SRN roku 1949 ustaven její nástupce v podobě Spolkové rady, jež funguje dodnes.